# Jésus dans le manichéisme
 (novembre 2021).
La mise en forme du texte ne suit pas les recommandations de Wikipédia : il faut le « wikifier ».
Les points d'amélioration suivants sont les cas les plus fréquents. Le détail des points à revoir est peut-être précisé sur la page de discussion.
- Les titres sont pré-formatés par le logiciel. Ils ne sont ni en capitales, ni en gras.
- Le texte ne doit pas être écrit en capitales (les noms de famille non plus), ni en gras, ni en italique, ni en « petit »…
- Le gras n'est utilisé que pour surligner le titre de l'article dans l'introduction, une seule fois.
- L'italique est rarement utilisé : mots en langue étrangère, titres d'œuvres, noms de bateaux, etc.
- Les citations ne sont pas en italique mais en corps de texte normal. Elles sont entourées par des guillemets français : « et ».
- Les listes à puces sont à éviter, des paragraphes rédigés étant largement préférés. Les tableaux sont à réserver à la présentation de données structurées (résultats, etc.).
- Les appels de note de bas de page (petits chiffres en exposant, introduits par l'outil «  Source ») sont à placer entre la fin de phrase et le point final[comme ça].
- Les liens internes (vers d'autres articles de Wikipédia) sont à choisir avec parcimonie. Créez des liens vers des articles approfondissant le sujet. Les termes génériques sans rapport avec le sujet sont à éviter, ainsi que les répétitions de liens vers un même terme.
- Les liens externes sont à placer uniquement dans une section « Liens externes », à la fin de l'article. Ces liens sont à choisir avec parcimonie suivant les règles définies. Si un lien sert de source à l'article, son insertion dans le texte est à faire par les notes de bas de page.
- La présentation des références doit suivre les conventions bibliographiques. Il est recommandé d'utiliser les modèles {{Ouvrage}}, {{Chapitre}}, {{Article}}, {{Lien web}} et/ou {{Bibliographie}}. Le mode d'édition visuel peut mettre en forme automatiquement les références.
- Insérer une infobox (cadre d'informations à droite) n'est pas obligatoire pour parachever la mise en page.

Pour une aide détaillée, merci de consulter Aide:Wikification.
Si vous pensez que ces points ont été résolus, vous pouvez retirer ce bandeau et améliorer la mise en forme d'un autre article.

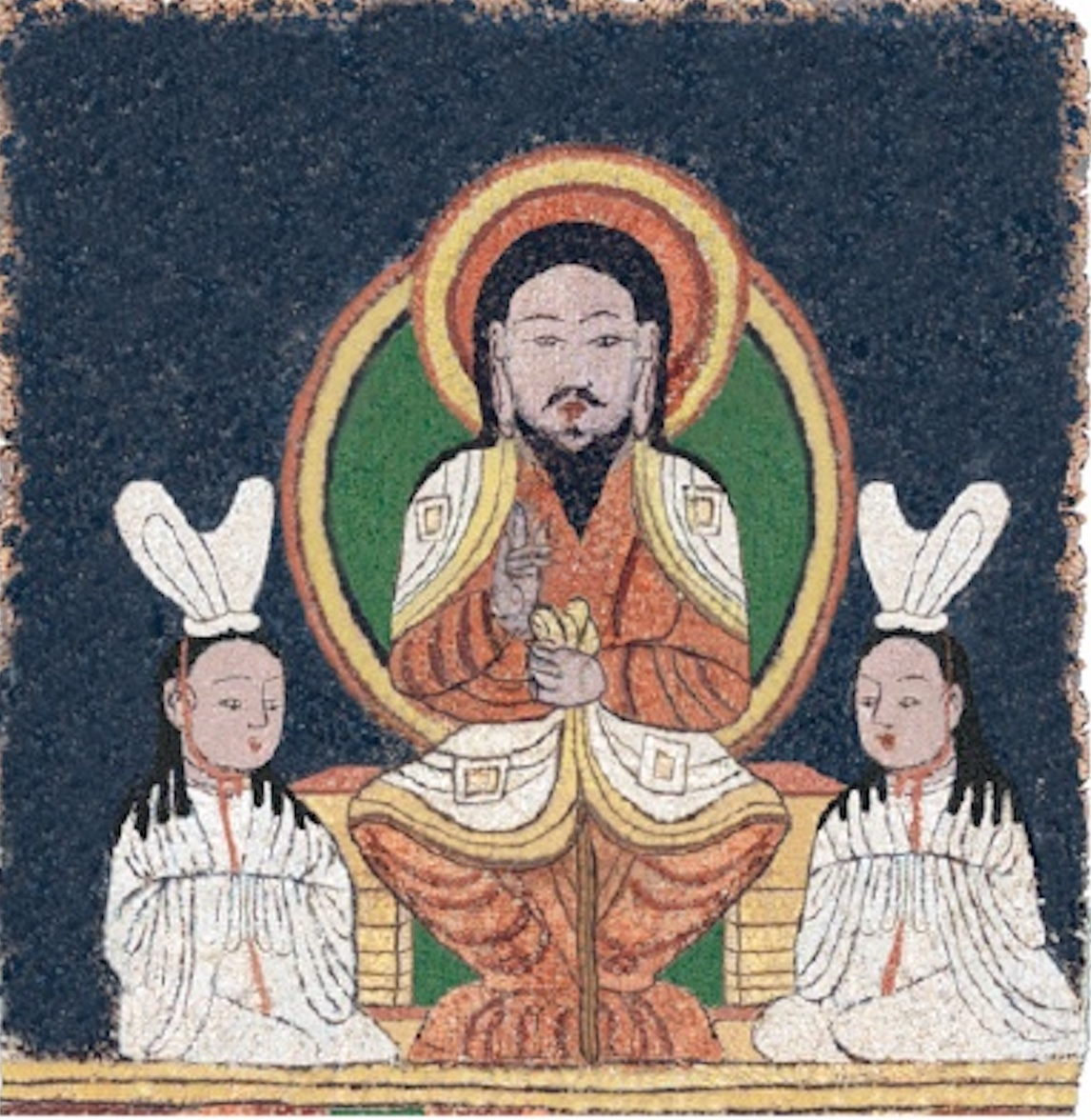
Portrait du Roi Jésus,. Trouvé à Xinjiang Gaochang, il s'agit du plus ancien portrait manichéen de Jésus connu.

Dans le manichéisme, Jésus (Romanisation des Parthes et des Pahlavi : Yyšw '[Yišō]) est considéré comme l'un des quatre prophètes de cette religion, avec Zoroastre, Gautama Bouddha et Mani est aussi une « divinité guidante » qui salue les corps de lumière des justes après leur délivrance.
Avant l'introduction du manichéisme en Asie centrale, le nombre de prophètes reconnus par celui-ci était indéterminé. Après avoir été introduit en Asie centrale, il a été déterminé qu'il y en avait cinq, c'est-à-dire les quatre prophètes susmentionnés plus le dieu hindou Narayana, car l'hindouisme avait une grande influence dans l'ancienne Asie centrale.
Mani, le fondateur de l'église, a grandi dans une famille chrétienne au IIIe siècle apr. J.-C. Son père Pātik était un croyant dans l'église. Ils vivaient dans le sud de la Mésopotamie sous le règne de la dynastie sassanide. Bien que Mani mentionne le zoroastrisme et Sakyamuni dans ses propres écrits, Jésus est le point clé. Par exemple : « Jésus est le sauveur de Mani » ; « Mani, l'apôtre de Jésus-Christ » ( le sceau de cristal de Mani et son propre nom dans la lettre) ; « Mani est le Saint-Esprit de Jésus » (Mani, titre honorifique de ses disciples). Le père de l'Église catholique Augustin a écrit une fois sur l'obsession des Manichéens pour Jésus, Et il existe de nombreux hymnes dans les écritures manichées dans diverses langues.

## Jésus et Mani
Mani a été exposé à diverses formes de christianisme dans le sud de la Mésopotamie au troisième siècle, et Jésus a constitué un élément important de son enseignement. Mani a grandi dans une communauté judéo-chrétienne des Elcesaitas et a eu des contacts avec d'autres groupes chrétiens, tels que les bardesanistes et les marcionistes. Dans cette région occidentale de l'Empire sassanide, le zoroastrisme était nettement moins dominant que dans les provinces centrales. L'environnement cosmopolite et multiethnique de la Mésopotamie antique tardive a permis à Mani, très instruit, de considérer les enseignements des autres prophètes par rapport aux siens. Si Zoroastre et le Bouddha historique ont également été commentés, c'est Jésus qui a reçu le plus d'attention dans les écrits de Mani. Les liens de Mani avec Jésus sont divisés en trois thèmes principaux : « Jésus est le sauveur personnel de Mani » (comme le montre le codex manichéen de Cologne (en)), « Mani est l'apôtre de Jésus-Christ » (comme le montre le sceau de cristal de Mani et comme une auto-désignation dans ses lettres), et « Mani est le paraclet de Jésus » (comme le montrent les désignations de ses disciples). Dans un sermon conservé dans une traduction copte de l'Égypte du IVe siècle, Mani résume la vie de Jésus.
Diverses sources confirment que les thèmes d'origine chrétienne, en particulier la figure de Jésus, continuent d'être significatifs tout au long de l'histoire manichéenne. Les écrits d'Augustin documentent la dévotion manichéenne à Jésus. Les hymnes manichéens à Jésus sont préservés dans une variété de langues, en particulier le copte de l'Égypte du 4e siècle et, dans une moindre mesure, le parthien, le sogdien, le persan moyen et l'ouïgour, de Karakhoja du 8e au 11e siècle, et même le chinois moyen, de la Chine du Nord du 8e siècle. Cette richesse des thèmes de Jésus, surtout dans la partie occidentale du monde manichéen, a conduit à une lecture chrétienne du manichéisme qui a dominé les premières études sur cette religion. Aujourd'hui, les opinions sur l'origine du manichéisme se divisent en deux interprétations opposées, selon lesquelles le manichéisme est issu du zoroastrisme avec de fortes influences chrétiennes ou, inversement, du christianisme avec de fortes influences zoroastriennes. Quel que soit le point de vue traditionnel retenu, il ne fait aucun doute que les sujets de Jésus faisaient partie intégrante du manichéisme.

## Dans la pensée manichéenne
Dans l'usage chrétien originel, le nom propre de Jésus (traditionnellement interprété comme « Yahvé est l'aide ») peut ou non être accompagné de l'épithète Christ ou Messie, mais Christ était également utilisé seul, comme s'il s'agissait d'un nom en soi. En utilisant de telles épithètes, les Pères de l'Église primitive ont exprimé leur conviction que Jésus avait réalisé l'espérance d'un rédempteur eschatologique.
Dans les enseignements gnostiques, d'autre part, il y avait une forte tendance à séparer le Jésus terrestre, c'est-à-dire l'homme Jésus de Nazareth, du Christ céleste, le sauveur cosmique, distinction qui avait peut-être déjà été préfigurée dans la communauté judéo-chrétienne des elcésaïtes, dans laquelle Mani a grandi avec l'idée d'un Jésus cosmique souffrant sur terre et dans l'eau. La notion chrétienne du sacrifice unique de Jésus ne se trouve pas dans le manichéisme, et il apparaît donc que Jésus n'était pas essentiel à la doctrine manichéenne. En réalité, cependant, il était l'une des figures les plus populaires des écrits manichéens et au moins six aspects différents peuvent être distingués, qui étaient tous d'une grande importance pour les croyances et le culte manichéens,.

## Six identités de Jésus
« Jésus » était à l'origine un nom commun dans l'ancien Israël ; « Christ » est un titre d'origine grecque signifiant " oint " qui traduit le titre hébreu Messie. Les Pères de l'Église chrétienne ont appelé la combinaison des deux « Jésus-Christ », indiquant que le christianisme affirme pleinement que Jésus est le Messie, c'est-à-dire le sauveur promis aux Juifs dans la Bible. En revanche, le gnosticisme, avec sa théologie dualiste, tend à distinguer clairement le Jésus historique et le Christ en tant que Dieu. Dans le manichéisme, trois identités distinctes de Jésus sont distinguées, qui sont parfois distinguées davantage par les historiens pour énumérer au moins six aspects distincts de Jésus qui étaient tous d'une grande importance pour la croyance et le culte manichéens,,.

### Jésus la Splendeur

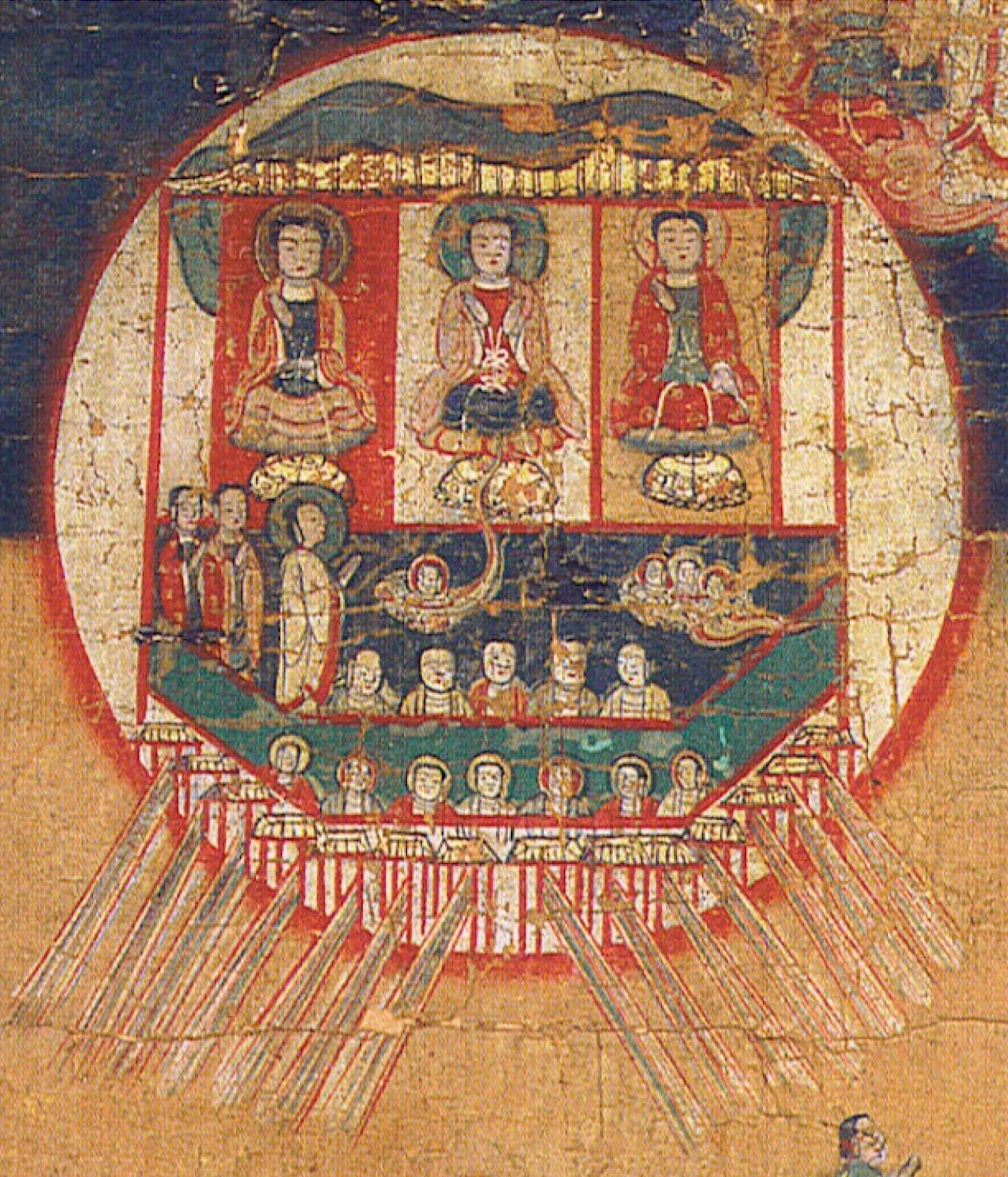
Le palais de la lune représenté comme un navire dans le « diagramme de l'univers manichéen », dynastie Yuan.
De gauche à droite : Vierge de la lumière
Jésus la Splendeur
La première enthymèse Au-dessous d'eux, cinq anges rassemblant des âmes et sept navigateurs rament devant eux ; Mani vêtu d'une robe blanche se tient à leur gauche en tant qu'observateur.

Jésus la Splendeur (Yišōʿ zīwā ; également traduit par Jésus le Brillant et Jésus le Rayonnement ) est l'aspect préexistant de Jésus dans le manichéisme, comparable au Logos éternel dans le christianisme. Il apporte des connaissances sur les secrets du passé, le présent et la prophétie du futur d'une part, et la capacité de différencier le bien et le mal envers l'humanité, d'autre part. En tant que Jésus la Splendeur, son rôle principal était celui de révélateur et de guide ; c'est donc Jésus la Splendeur qui réveilla Adam qui lui révéla les origines divines de son âme et sa douloureuse captivité par le corps et le mélange avec la matière. En conséquence, c'est aussi Jésus qui libère Adam et lui conseille de manger de l'Arbre de la connaissance pour échapper à la prison du Prince des Ténèbres.
Cet aspect de Jésus est le sauveur qui rachète la lumière emprisonnée dans l'homme ; l'Intelligence rédemptrice, le Grand Nous, en est l'émanation. Jésus la Splendeur est l'une des divinités rédemptrices de la « troisième évocation » (une série de divinités évoquées par le Père de la Grandeur dans le but du salut) et est considérée comme une émanation du Troisième Messager, le premier membre de la troisième évocation, mais, en raison de sa grande importance et de ses multiples fonctions, sa position dans la hiérarchie divine est parfois représentée différemment, par exemple, en tant que Fils de la Grandeur (c'est-à-dire du Père de la Grandeur ) ou Fils du premier homme (deuxième membre de la « première évocation »).
Il est la Grande Sagesse, qui est chargée de sauver les molécules de lumière emprisonnées dans le corps humain. Il est le troisième messager convoqué par la divinité suprême du manichéisme pour sauver le monde. L'acte de salut du troisième messager a rendu les démons anxieux et craintifs de perdre le contrôle de l'élément lumière, ils ont donc créé Adam et Eve, les ancêtres humains originels, et ont emprisonné la lumière dans le corps humain sous forme d'âme. La lumière a pu transmettre à Adam la connaissance spirituelle du salut afin de réveiller les âmes enfouies des humains. Mais Adam a été tenté par Eve de donner naissance à Caïn, Abel et Seth, ce qui a entraîné l'échec du salut. L'humanité continuant à se reproduire, l'âme est soumise à la chair, et l'élément lumière ne peut s'échapper de l'enfermement du Prince des Ténèbres.

### Jésus l'enfant
Jésus l'Enfant est décrit comme une émanation de Jésus la Splendeur avec une relation étroite avec Jésus Souffrant, identifié à l'incarnation de la volonté de rédemption de l'âme.

### Jésus la Lune
Comme Jésus la Splendeur a son siège cosmique sur la lune, du moins dans la croyance populaire, la lune elle-même est identifiée à Jésus la Splendeur. Un texte sogdien contient la phrase « la nuit quand Jésus [la lune] se leva ».

### Jésus le Ressuscité
Le Jésus ressuscité, ou Jésus eschatologique, est prophétisé pour régner sur l'humanité pendant 120 ans après son jugement final et avant que la grande conflagration ne purifie la lumière rédemptrice restante. D'après le sermon copte sur la Grande Guerre, dans lequel Jésus la Splendeur est dépeint comme rendant le Jugement dernier, il est clair que l'aspect de Jésus ressuscité était étroitement lié à celui de Jésus le Lumineux.

### Jésus le Messie
Jésus le Messie était le Jésus historique de Nazareth qui a été identifié comme le prophète des Juifs et le précurseur de Mani qui a proclamé la vérité et accompli des miracles. Les Manichéens soutenaient une christologie monophysite, docétique, croyant qu'il n'était entièrement divin que, n'ayant qu'un corps spirituel et non matériel, bien qu'apparaissant sur terre comme un apôtre de la lumière avec une apparence humaine. Par conséquent, il n'a jamais connu la naissance humaine, mais n'est vraiment né qu'à son baptême, car c'est à cette occasion que le Père a ouvertement reconnu sa filiation. La forme et l'apparence changeantes du Christ ont été identifiées comme un «mystère », rappelant la description d'Augustin mystica passio. La souffrance, la mort et la résurrection de Jésus le Messie n'étaient qu'en apparence, exemplaires de la souffrance et de la délivrance éventuelle de l'âme humaine, mais sans valeur salvifique en soi, bien qu'elles préfiguraient le propre martyre de Mani.

### Jésus la Souffrance

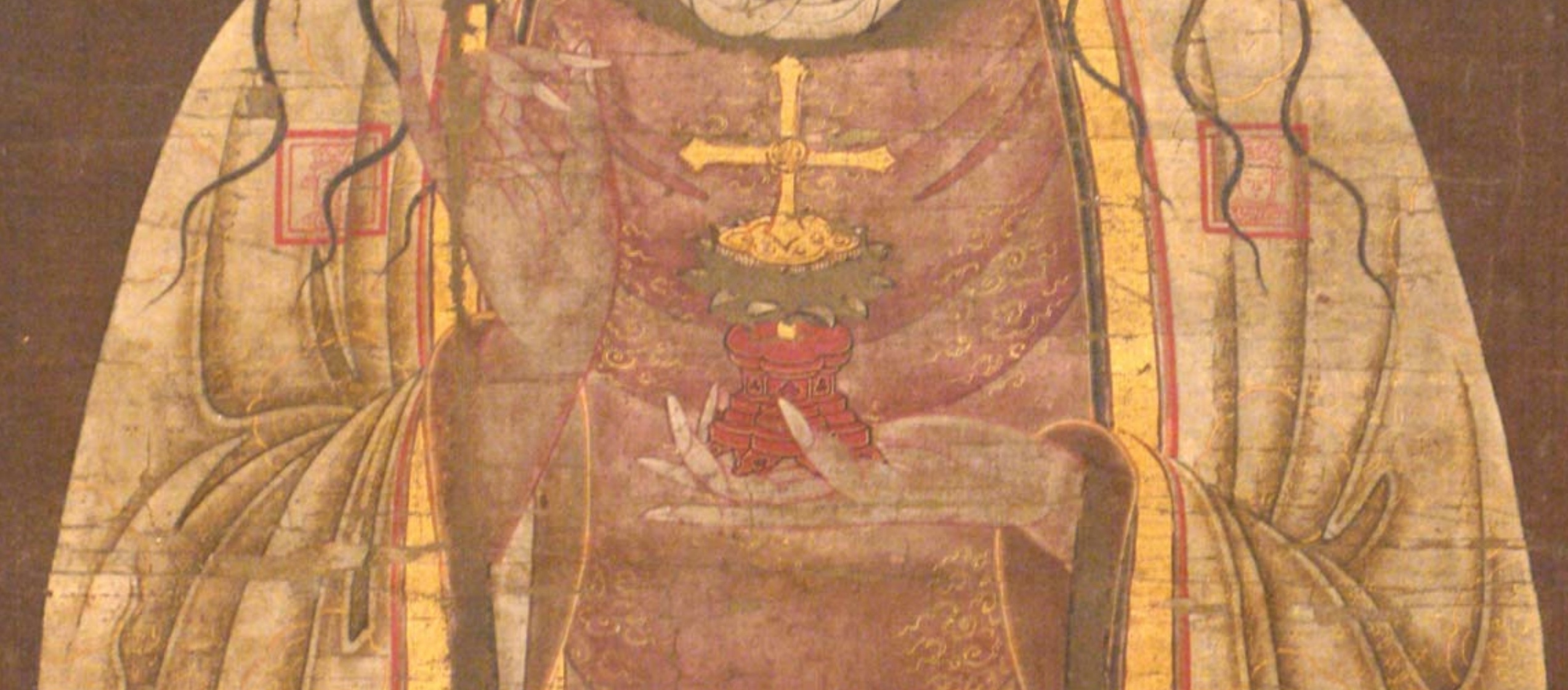
La croix de lumière représentée dans les détails de la dynastie des Song du Sud " Peinture manichéenne du Bouddha Jésus " est placée sur la plate-forme Zhu Honglian.

Jésus souffrant ( Jesus patibilis ) est identique à l'Âme du Monde et au Soi Vivant, qui est la lumière emprisonnée dans la matière ; comme le Jésus historique, il est représenté crucifié dans le monde. La douleur subie par la lumière emprisonnée était considérée comme réelle et imminente, pas simplement métaphorique. Cette souffrance constante et universelle de l'âme captive s'exprime dans la crucifixion de Jésus Souffrant, qui fut « la vie et le salut de l'Homme », sur la croix de lumière à laquelle il était suspendu. Ce mystica cruxificio était présent non seulement dans chaque arbre, herbe, fruit et légume, mais même dans les pierres et le sol de la Terre, comme décrit dans les psaumes coptes manichéens.

### Sommaire
Tous les aspects de Jésus dans le manichéisme peuvent être résumés par un concept unifié d'une figure cosmique, souffrante et salvatrice, « rédemptrice rachetée ». Par ces aspects, Jésus est devenu une figure omniprésente et omniprésente dans la cosmologie du manichéisme. Cependant, dans chacun de ses aspects, Jésus peut être représenté par des entités mythologiques plus précises : Jésus la Splendeur par le Grand Nous, Jésus Souffrant par l'Ame du Monde, Jésus l'Enfant par l'Enthymèse de la Vie, Jésus la Lune par l'éclat de la lune., etc. 

## Dans la littérature de Kephalaia

### La Kephalaia du Maître
Alors que Jésus n'est que rarement appelé Jésus le Splendeur dans d'autres écrits manichéens, il est communément appelé comme tel dans la Kephalaia de l'Instructeur. Dans la Kephalaia, Jésus est une émanation du Père de la Grandeur et apparemment identique au Troisième Envoyé et à la parole vivante, engendrée pour réparer les dommages causés par la rébellion des Archontes. Lorsque Jésus le Splendeur descend sur la terre, il prend plus tard la forme de chair pour se manifester dans le monde matériel.

## Dans le texte «Louez Jésus»
Après l'introduction du manichéisme en Chine, parce que l'image de Jésus était assez peu familière à la culture chinoise, les missionnaires l'ont combinée avec la culture bouddhiste, appelée Jésus Bouddha, et lui ont donné un modèle de grande miséricorde et de soulagement. image bouddhiste. Par conséquent, les croyants ont écrit dans l'extrait suivant de l'hymne « Texte de louange à Jésus », qui est comme une écriture bouddhiste dans le rouleau d'hymne manichéen chinois.
| Le Bouddha-Jésus, qui est la personne la plus puissante et la plus compatissante au monde, pardonne mes péchés. Écoute mes paroles douloureuses et conduis-moi hors de la mer de feu empoisonné. Je souhaite donner l'eau parfumée de la libération, les douze couronnes de joyaux et les draperies. Pour me purifier de la poussière de ma merveilleuse nature, et pour orner mon corps pur afin de le rendre droit. Que je sois débarrassé des trois hivers et des trois nœuds empoisonnés, et des six voleurs et des six vents empoisonnés. Que le grand printemps du dharma glorifie ma nature, et que les arbres de la nature et les fleurs s'épanouissent. Que les grandes vagues de feu et les sombres nuages et brouillards soient éteints. Que le grand jour du dharma brille avec éclat, afin que mon esprit soit toujours pur. Puissé-je être soulagé de la maladie de l'abrutissement et de la cécité, ainsi que des monstres et des démons. Envoyez le grand médicament du Dharma pour une guérison rapide, et faites taire l'incantation divine pour chasser les esprits. J'ai été soumis à tant d'obstacles et à d'innombrables autres épreuves. En raison de cela, le grand sage devrait me pardonner et me sauver de tous les désastres. Que Jésus ait pitié de moi et me libère de tous les liens démoniaques. |